# Heradida bicincta
Heradida bicincta là một loài nhện trong họ Zodariidae.
Loài này thuộc chi Heradida. Heradida bicincta được Eugène Simon miêu tả năm 1910.